# MAZ-537
MAZ-537 (ロシア語: МАЗ-537) は、1960年代にソビエト連邦のミンスク自動車工場で開発された8×8輪駆動の大型軍用トラクタートラックである。
ソビエト連邦や友好国で主力戦車や装甲戦闘車両などを輸送する戦車運搬車として運用されていた。

## 概要
MAZ-537の製造は1959年に開始され、1960年代になって実戦配備された。開発のベースとなったのは同じく8×8輪駆動のMAZ-535重砲兵トラクタートラックである。1960年代前半に製造拠点がミンスク自動車工場 (MAZ/Маз)からKZKTに変更され、1990年頃まで生産された。
MAZ-543は出力525馬力のD12A-525 38.9Lディーゼルエンジンを搭載し、ChMZAP-9990やChMZAP-5247Gなどのセミトレーラーを牽引した状態で初期型は約50トン、後期型では約65トン程度の積載容量を持ち、西側製と比較して比較的軽量なソ連製主力戦車や重装甲装軌式装甲車を搭載可能であった。また最も多く使用されたMAZ-537Gは巻き上げ能力15トンのウィンチを装備していた。
MAZ-537のキャビン（運転席）は前方に張り出すような構造で、キャビンの後部にエンジンが搭載される構造となっている。MAZ-537の設計をベースにしてほぼ同時期に開発されたMAZ-543も同じD12A-525ディーゼルエンジンを搭載しているが、こちらは左右のキャビンがエンジンを挟むような構造をとっていた。
基本型はトラクタートラック型であるが、派生車種としてカーゴトラック型のMAZ-537A、車体後部に大型クレーンを搭載したMAZ-537K、回収車両型のKET-T、修理部隊用のMTP-A4などが開発された。
1980年代以降、戦車運搬車型のMAZ-537は後継車種のKZKT-7428に更新が進められた。KZKT-7428は外見は近代的なものに変更されているが、中身の設計はMAZ-537の発展改良型といえる車種であった。
2013年にはKZKT-7428の後継としてKAMAZ製のKamAZ-65225が登場したが、この車両は民間型キャブオーバートラックのデザインをベースにしていたためオフロード走行性に問題があった。2015年に公開された最新型のKamAZ-78504はこの問題に対応するため、MAZ-537やKZKT-7428の設計を踏襲したデザインレイアウトに戻されている。

## 形式・派生型
MAZ-537G
ウィンチ装備型。1964年より製造。戦車運搬車のトラクターユニットとして広く使用された。
MAZ-537A
カーゴトラック型。1964年より製造。車体レイアウトは元々トラクターとして設計されているため、車体全体のサイズに比して荷台の面積は小さくなっている。
MAZ-537B
スカッド用のTEL（輸送起立発射機）として試作されたが採用されず。この用途にはMAZ-543系列の車両が採用された。
MAZ-537D
外部へ電力を供給出来る交流発電機を搭載した型。地対空ミサイルの牽引などに使用された。
MAZ-537E
1966年から製造された改良型で、アクティブステアリング機能を持ち、牽引可能な重量が最大65トンになっている。
MAZ-537K
クレーン装備型。荷台部分に運転台を備えた旋回式の大型クレーンを装備する。
MAZ-537L
MAZ-537Aに類似するカーゴ型で、飛行場での航空機の牽引に用いられた。
MAZ-537M
近代化改修型で、より寿命の長いYaMZ-240ディーゼルエンジンの搭載などが行われている。
KET-T
回収用の専用装備を搭載した重回収車型。後継車種のKZKT-7428でも同様の回収車両型が開発されている。
MTP-A4
技術支援車両/修理車両型。後継車種のKZKT-7428でも同様の修理車両型が開発されている。

## 画像

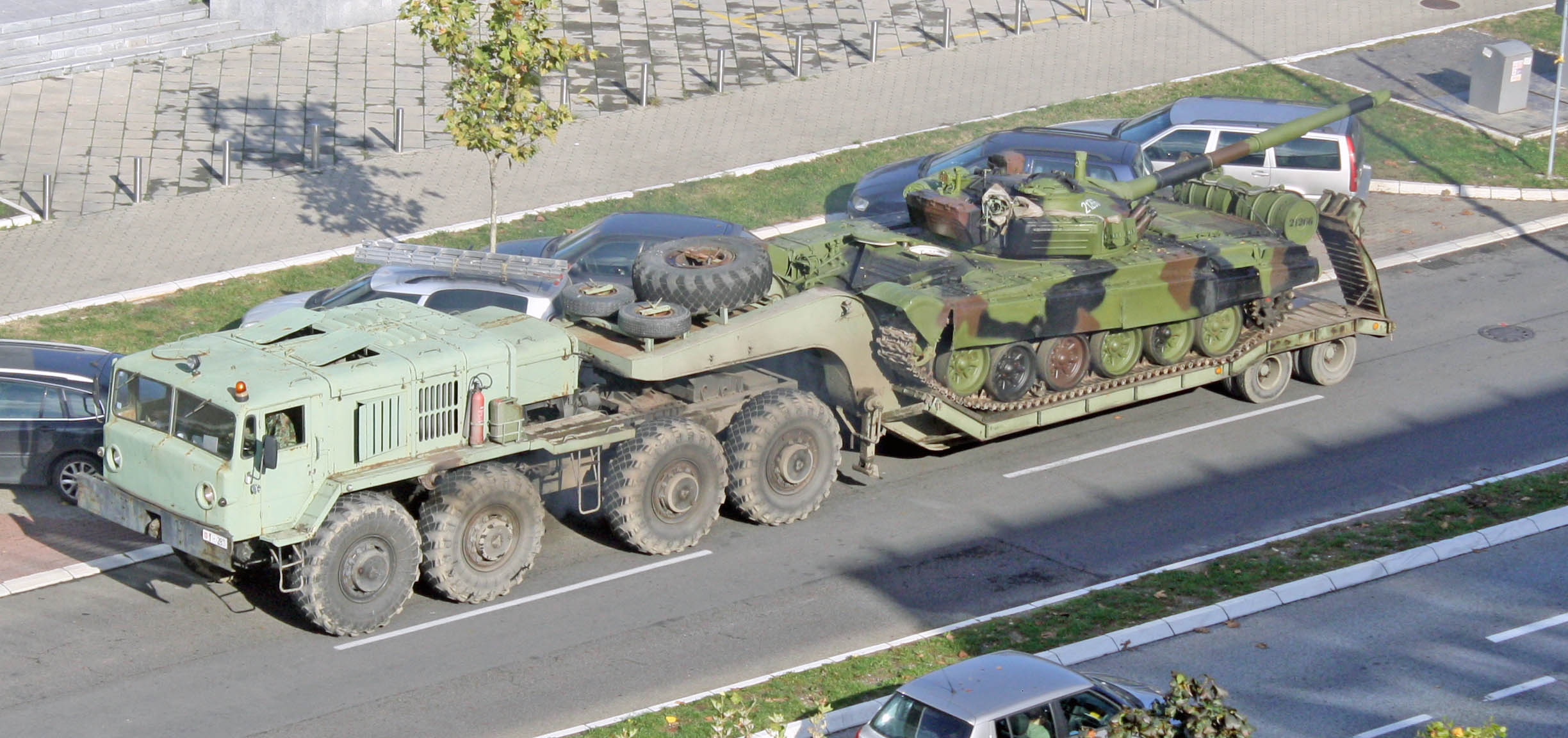
M-84主力戦車を輸送するMAZ-537。セルビア軍。
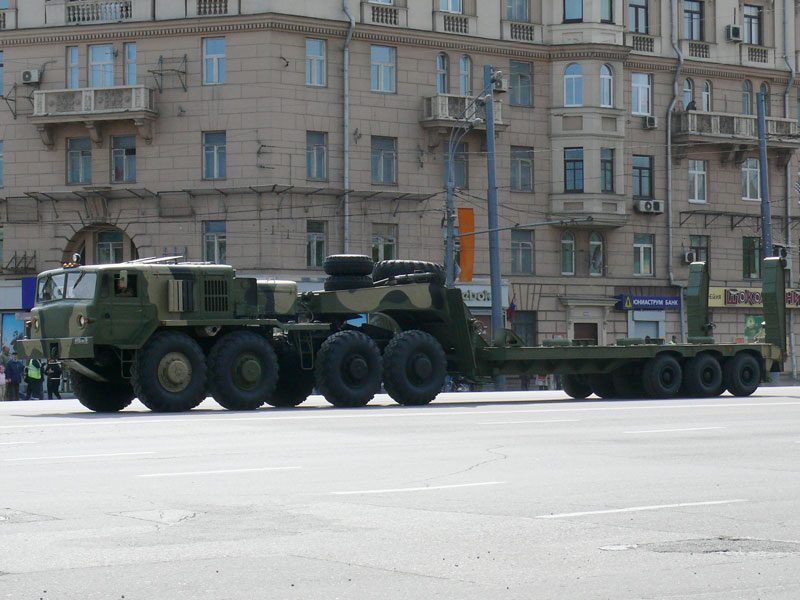
MAZ-537戦車運搬車。2008年の対独戦勝記念軍事パレード、モスクワ。
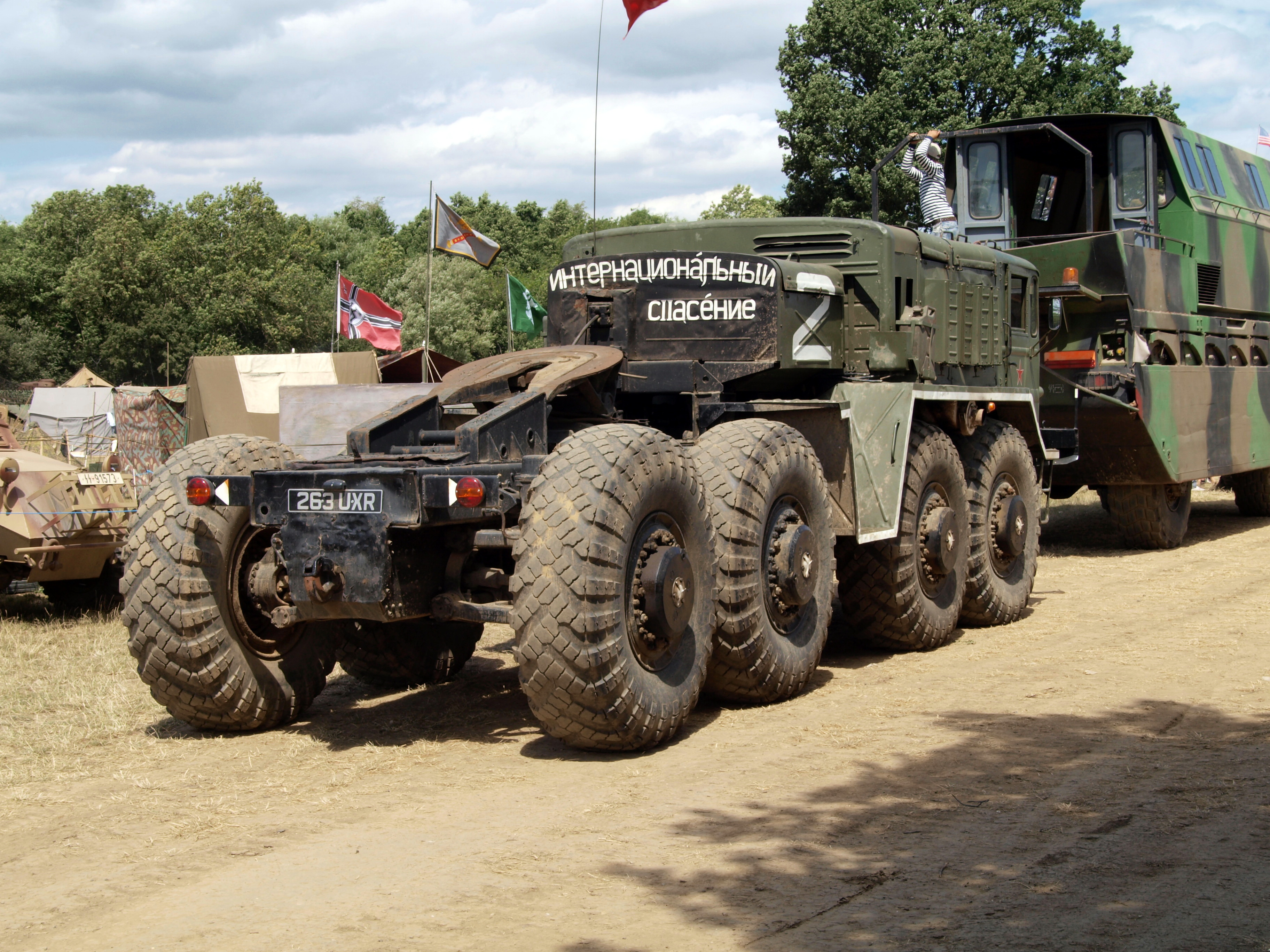
トラクター型の車体後部。
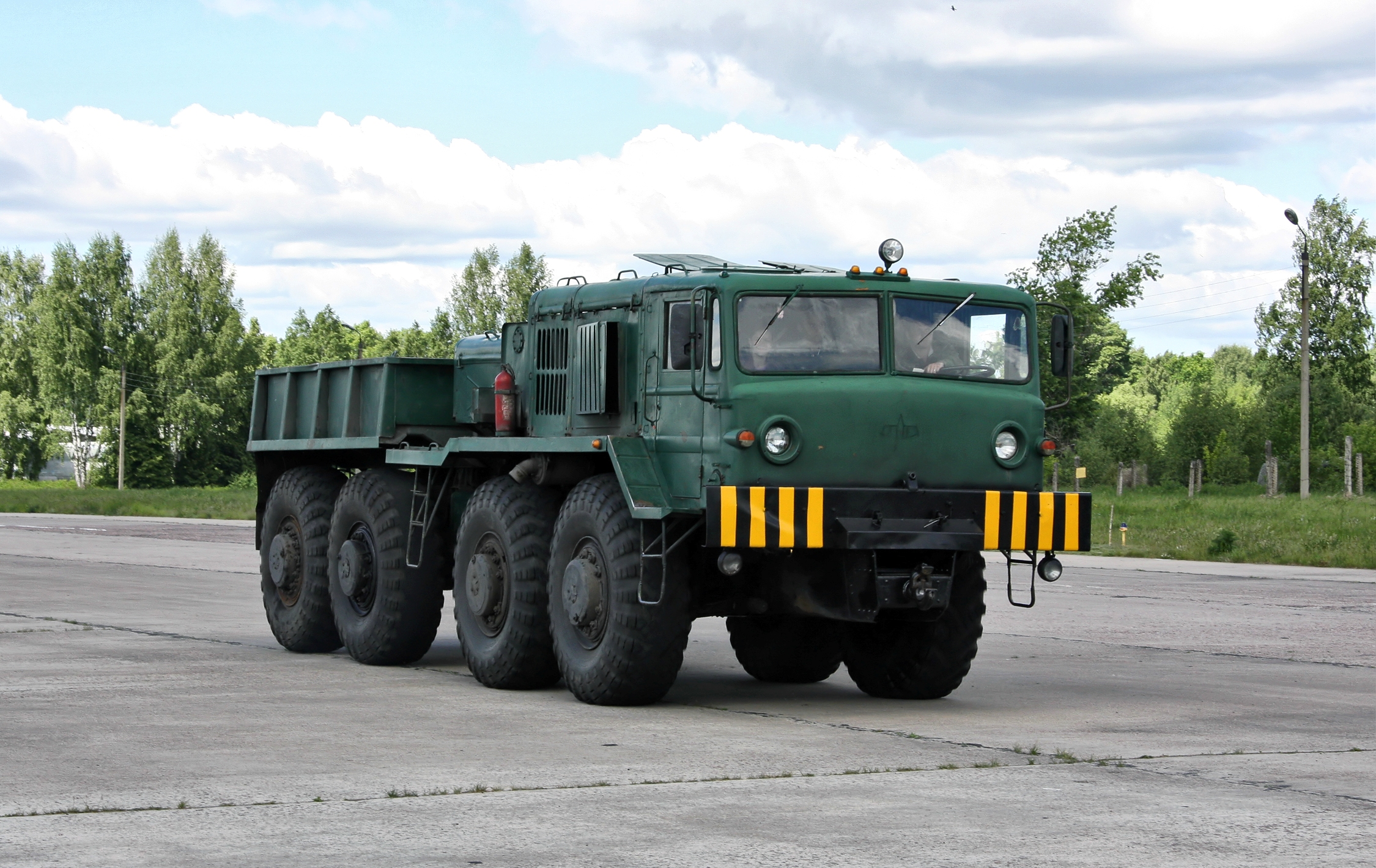
カーゴ型のMAZ-537A/L。
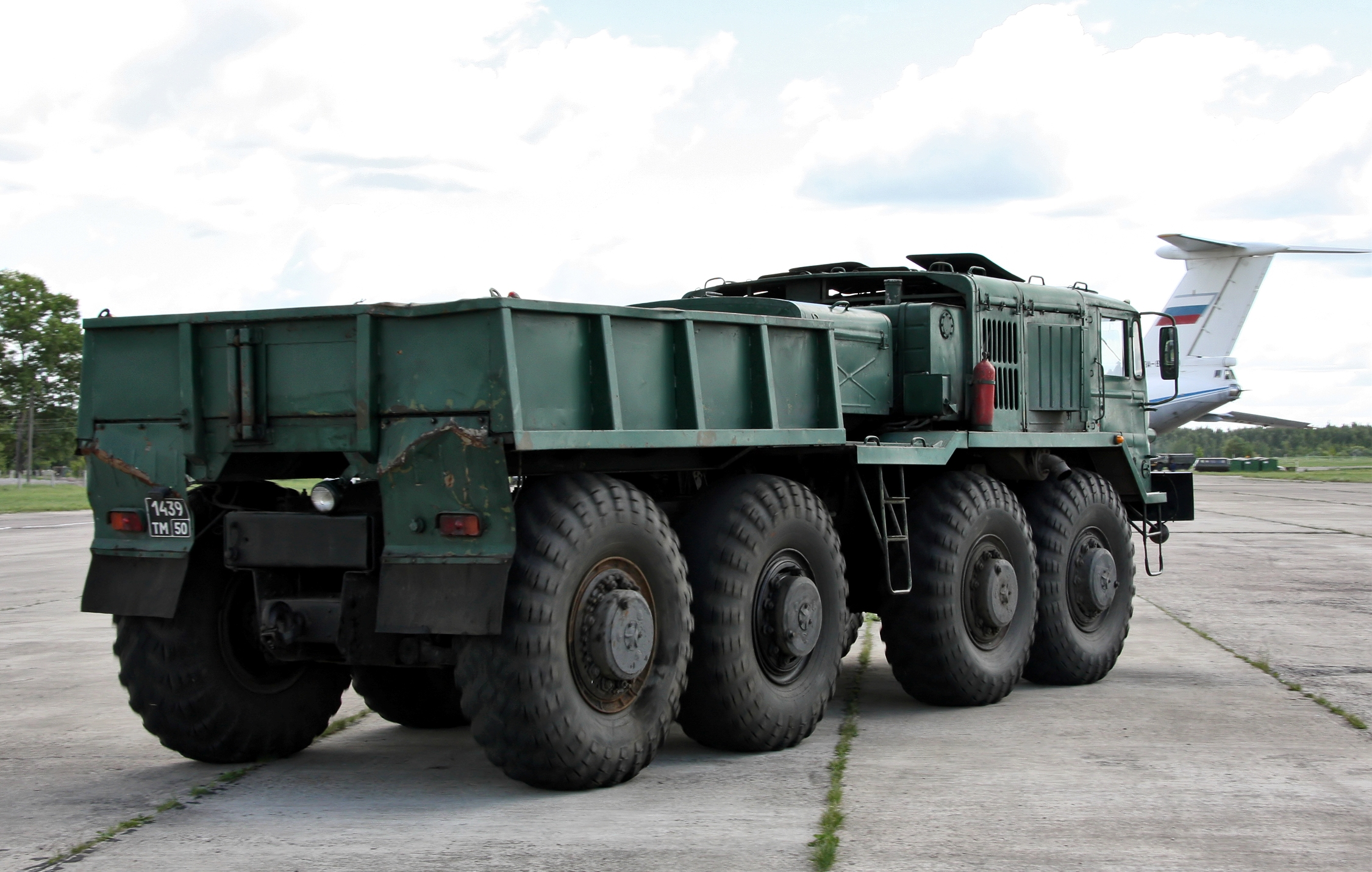
カーゴ型の車体後部。
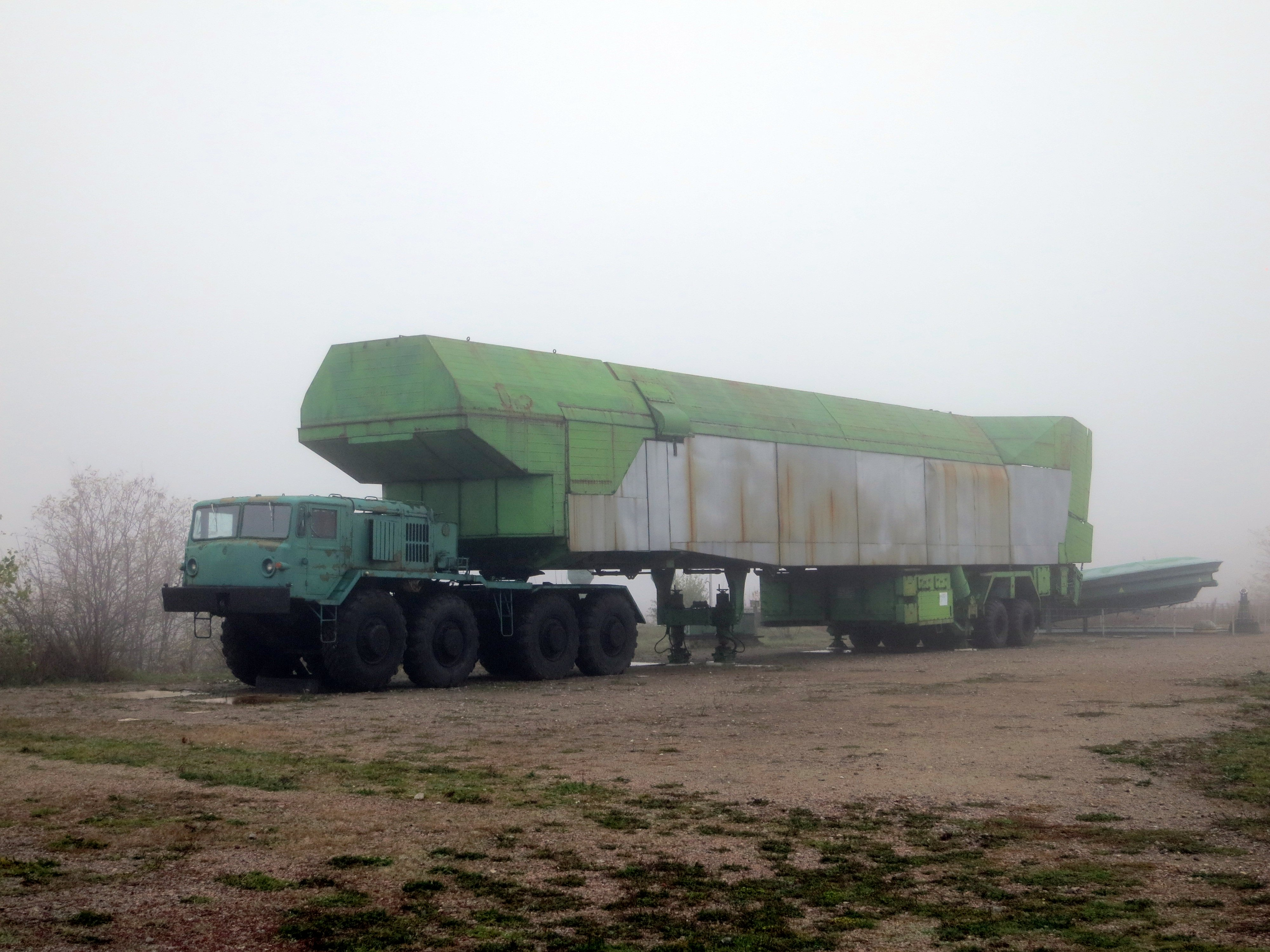
大型戦略ミサイルを牽引するMAZ-537。ウクライナ、2008年。
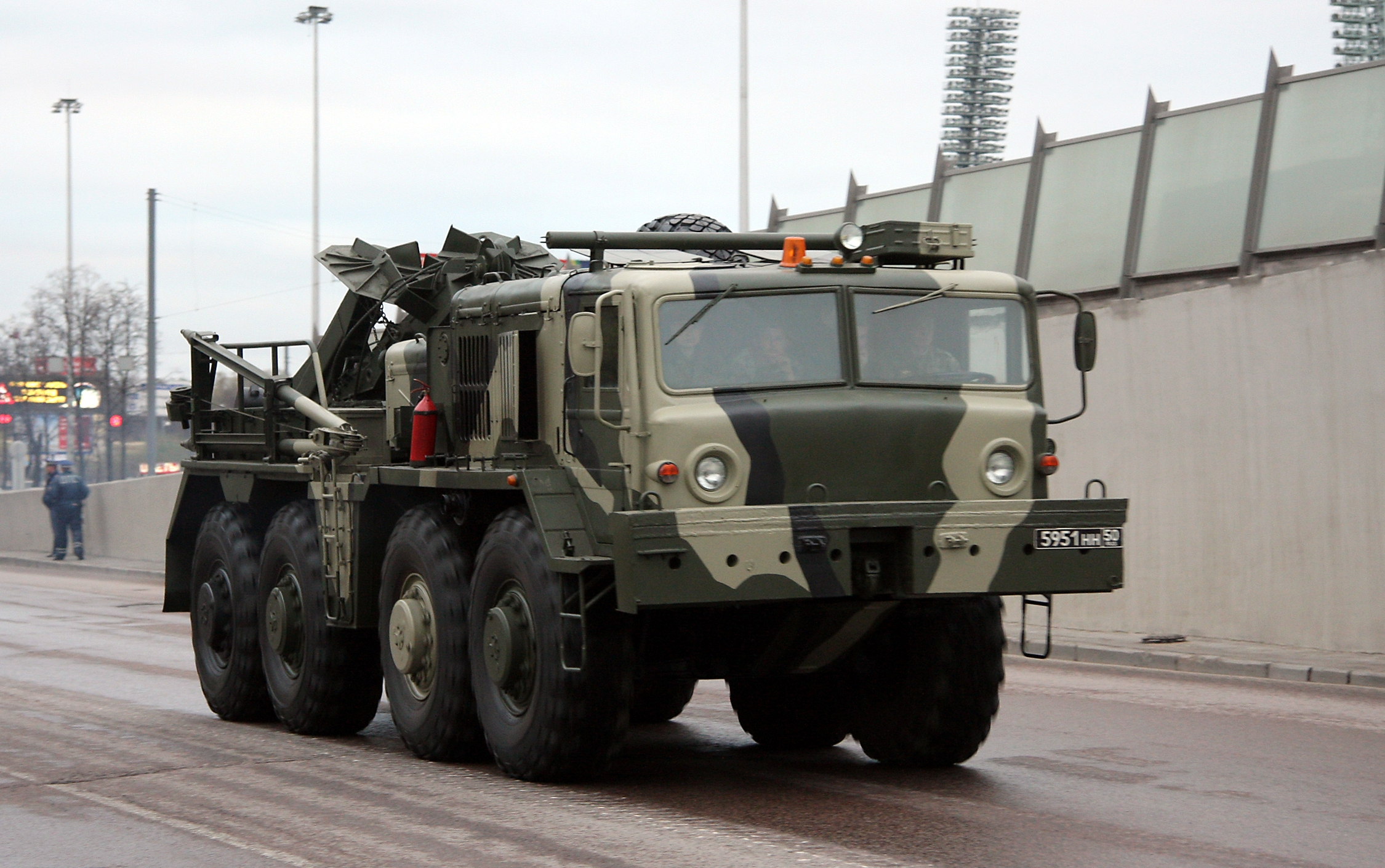
回収車型のKET-T。2009年の対独戦勝記念軍事パレード、モスクワ。
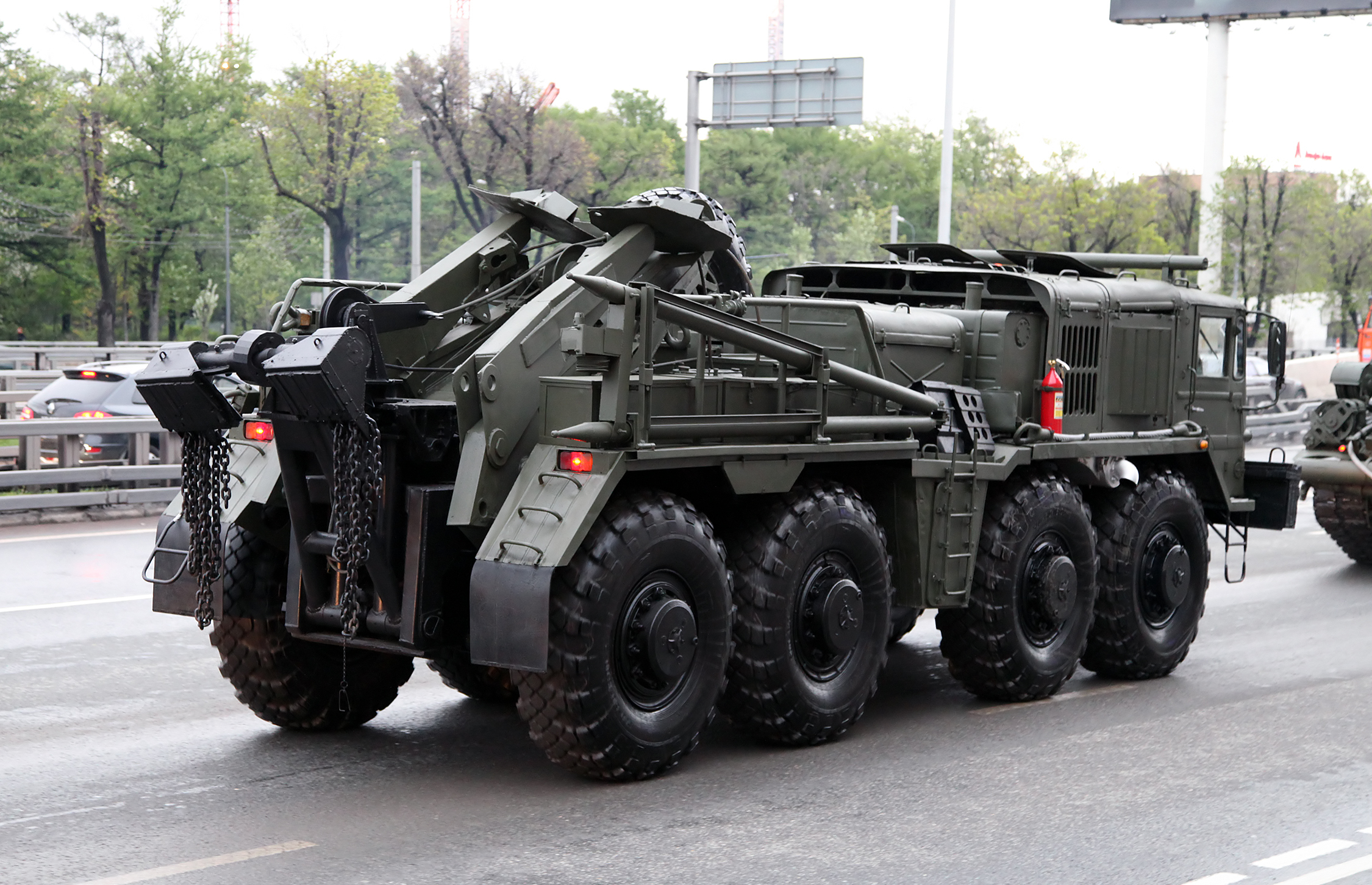
KET-Tの車体後部。2014年の対独戦勝記念軍事パレード、モスクワ。
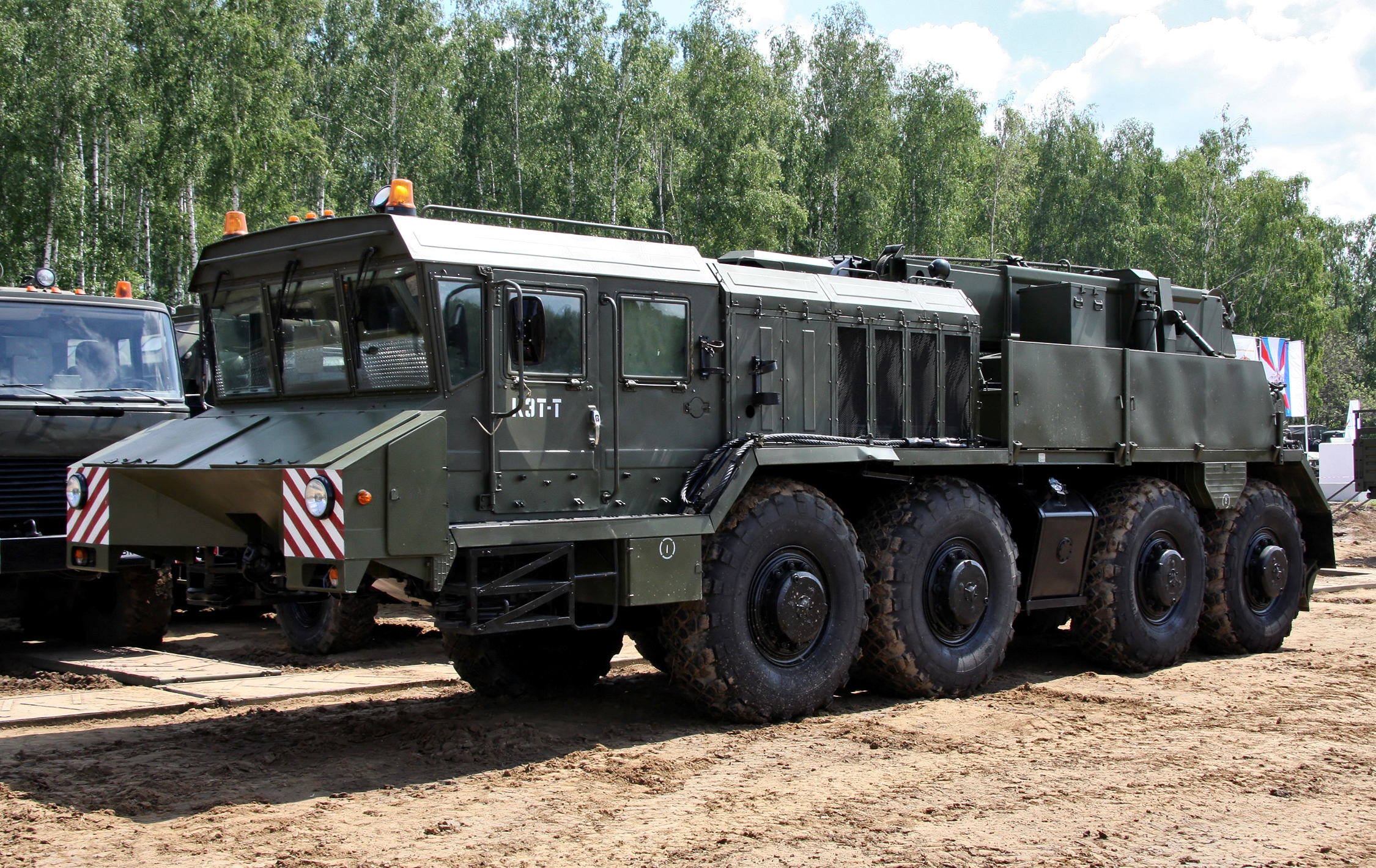
後継車種KZKT-7428の"KET-T"型。